# Нейтраль
Нейтра́ль (англ. neutral point) — точка симетричної системи напруг, що нормально перебуває під нульовим потенціалом і створюється як спільна точка з'єднаних у зірку, фазових обвиток (елементів) електричного обладнання.

Сполучення обвиток зірка-зірка (увімкнення навантаження та обвиток між фазами та нейтраллю)

## Призначення
У разі сполученні обмоток генератора і приймача електроенергії за схемою «зірка», фазна напруга залежить від приєднаного до кожної фази навантаження. У випадку увімкнення в електричну мережу, наприклад, трифазного двигуна, навантаження буде симетричним, і напруга між нейтральними точками генератора і двигуна буде дорівнювати нулю. Однак, у разі, якщо до кожної фази приєднується різне навантаження, у системі виникає так звана напруга зміщення нейтралі, котра викличе асиметрію напруг навантаження. На практиці це може призвести до того, що частина споживачів отримає занижену напругу, а частина підвищену. Знижена напруга призводить до неправильної роботи увімкненого в мережу електроустаткування, а підвищена, може крім цього призвести до пошкодження електрообладнання або займання.
З'єднання нейтральних точок генератора і приймача електроенергії нейтральним проводом (англ. neutral conductor), дозволяє знизити напругу зміщення нейтралі майже до нуля і вирівняти фазні напруги на приймачі електроенергії. Невелика напруга буде обумовлюватись лише опором нульового проводу.

## Позначення та кодування

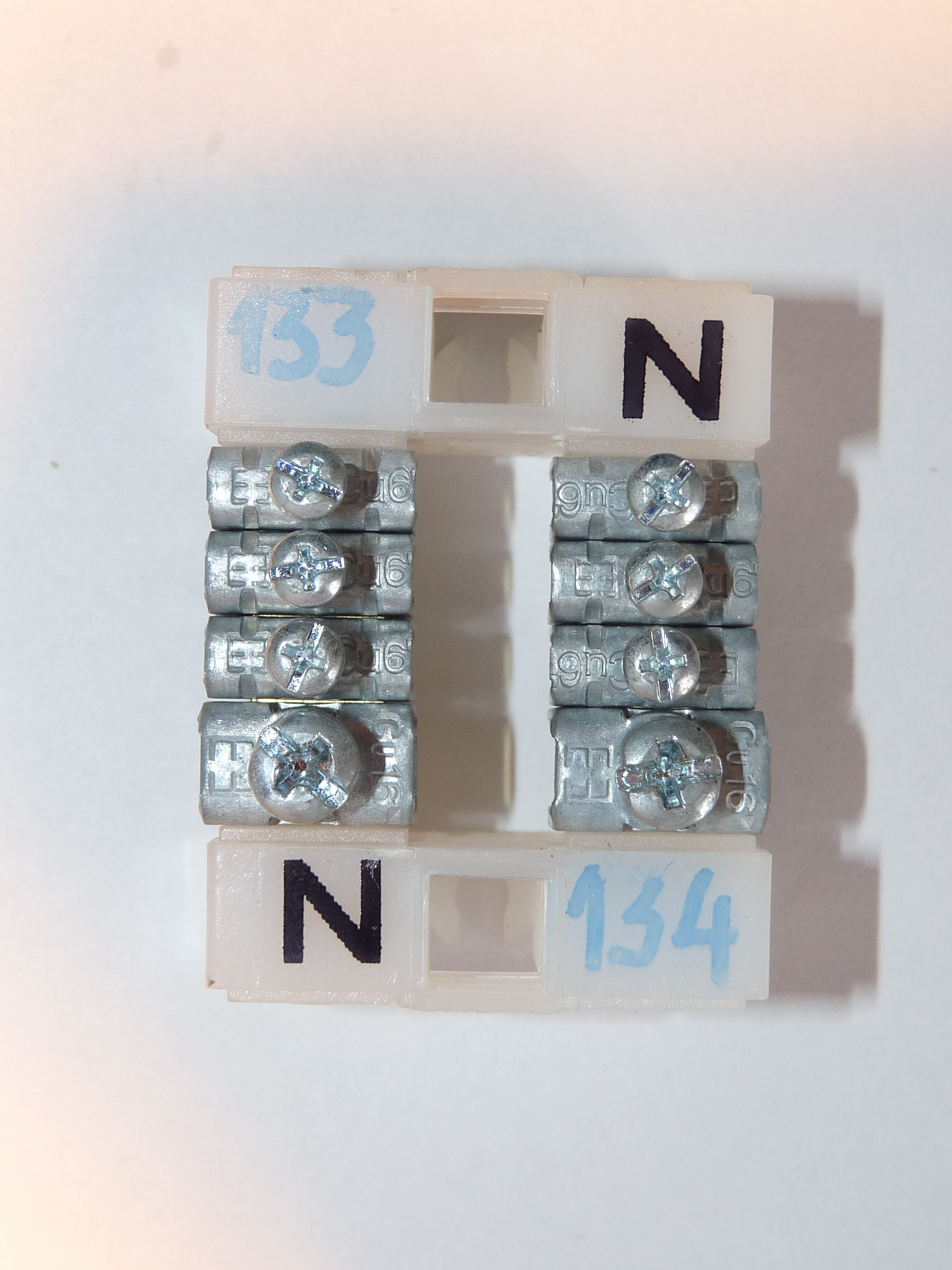
Шина для роздачі нульових проводів

Провідники, що приєднані до лінійних затискачів, у вітчизняній технічній літературі називають фазними (така сама назва була раніше і у міжнародній технічній літературі) та позначають літерами А, В та С. У сучасній технічній літературі ці провідники називають лінійними (англ. line conductor) та позначають символами L1, L2 та L3. Провідник лінії електропередавання, що приєднується до спільної точки вторинних обмоток, у вітчизняній технічній літературі зазвичай, називають нульовим провідником із позначенням 0, а у міжнародній термінології цей провідник називають нейтральним (англ. neutral conductor) з позначенням N. Провідник, який з'єднує спільну точку вторинних обмоток із заземлювальним електродом (англ. earth electrode), що перебуває в електричному з'єднанні з землею, називають захисним заземлювальним провідником з позначенням РЕ (англ. protective earthing — захисне заземлення). Якщо нейтральний провідник не тільки сприяє розподіленню електричної енергії, а й виконує захисні завдання  як заземлювального провідника (до нього приєднують металеві корпуси електрообладнання споживача), цей провідник називають PEN провідником (англ. PEN conductor), що поєднує в собі призначення захисного (РЕ-) і нейтрального (N-) провідників. Лінія передавання електричної енергії від місцевої підстанції до споживачів, зазвичай в Україні, є чотирипровідною (L1, L2, L3 та PEN), рідше — п'ятипровідною (L1, L2, L3, N та PE).
Згідно з ПУЕ колір нульового робочого проводу повинен бути блакитним або біло-блакитним (ПУЕ. п. 1.1.29). Такі ж кольори схвалені у Європі. У США колір нульового робочого проводу може бути сірим або білим.
Основоположний стандарт для електроустановок будівель ІЕС 60364-1, вводить особливе кодування розподільних систем щодо способів приєднання терміналів заземлення до заземлювальних електродів. Згідно з цим стандартом літерні коди мають вказані нижче значення. Перша літера коду означає зв'язок енергосистеми із землею:
- Т — безпосереднє з'єднання однієї точки системи з землею (системи з глухозаземленою нейтраллю);
- І — усі активні частини ізольовані від землі або одна точка приєднана до землі через імпеданс.

Друга літера коду означає зв'язок відкритих струмовідних частин із землею:
- Т — безпосереднє електричне з'єднання відкритих струмовідних частин із землею незалежно від заземлення будь-якої точки енергосистеми;
- N — безпосереднє електричне приєднання відкритих струмовідних частин до заземленої точки, причому у системах змінного струму заземленою точкою, зазвичай є нейтральна точка: РЕ- або N-провідники, що підведені від підстанції.

Наступні літери, якщо вони є, визначають компоновку N- та РЕ-провідників: S — захисна функція забезпечується РЕ-провідником, який відділений (англ. separate) від робочого нейтрального провідника N; С — функції робочого нейтрального та захисного провідників поєднані (англ. common) в одному провіднику, яким є PEN-провідник.
В стандарті IEC 60364-1 розглядаються такі типи заземлення розподільних систем: TN-C; TN-S; TN-C-S; TT; IT. Приєднання металевих корпусів електроустановок до заземлювального провідника, з'єднаного безпосередньо із заземлювальним електродом у вітчизняній нормативній літературі попередніх років (зокрема, в ПУЕ), називають «заземленням», а приєднання металевих корпусів електроустановок до РЕ- або PEN-провідників, що йдуть від підстанції, — іноді називають «зануленням».

## Нейтраль у лініях електропередачі

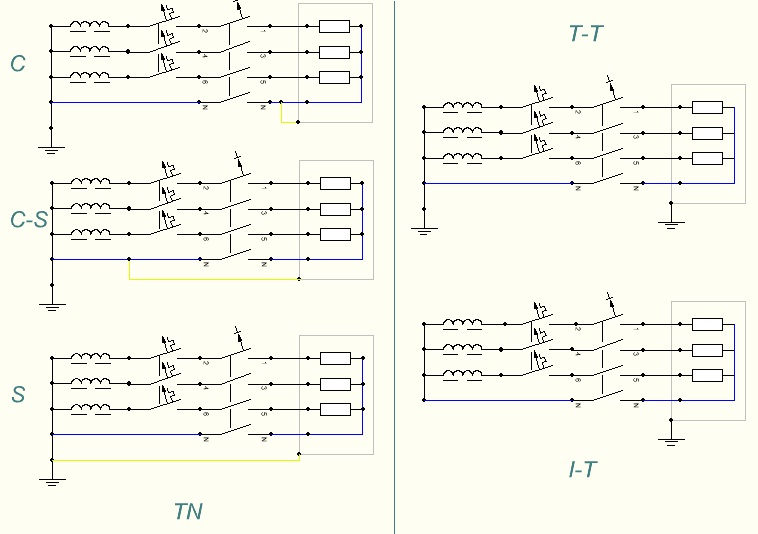
Сполучення нейтралі при різновиди захисного заземлення

В лініях електропередачі різних класів використовуються відмінні види нейтралей. Це пов'язане з цільовим призначенням та різними пристроями захисту лінії від короткого замикання та втрат. Нейтраль буває глухозаземленою, ізольованою й ефективно заземленою.

### Глухозаземлена нейтраль
Застосовується в мережах напругою до 1 кВ та від 110 кВ, у разі невеликої довжини ЛЕП та великої кількості точок увімкнення споживачів. Споживачу подаються лише фази, для випадку однофазного навантаження, приєднання здійснюється між фазою і нульовим проводом (нейтраллю).
Система TN — це система, у якій нейтраль джерела живлення є глухо заземленою, а відкриті провідні частини електроустаткування приєднані до глухозаземленої нейтралі джерела за допомогою нульових захисних провідників. Вираз «глухозаземлена» означає те, що нейтраль напряму приєднується до заземлювального контуру, а не через дугогасний реактор, резистор тощо. Слід відзначити, що глухе заземлення робиться поряд з джерелом живлення, яким зазвичай, є трансформаторна підстанція.
Підсистема TN-С — система TN, у якій нульовий захисний і нульовий робочий провідники суміщені в одному провіднику на усій її протяжності. Така підсистема застосовувалась у старих житлових будівлях і для нових будинків вона не рекомендується.
Підсистема TN-C-S — система TN, у якій призначення нульового захисного і нульового робочого провідників, суміщені в одному провіднику у якійсь її частині, починаючи від джерела живлення. TN-C-S рекомендується для повсюдного використання і вона достатньо легко виконується. Перехід від системи TN-C достатньо простий і полягає в осучасненні електропроводки.
Підсистема TN-S — система TN, у якій нульовий захисний і нульовий робочий провідники є розділеними на усій її протяжності. Підсистема TN-S — зразкове вирішення питання, але потребує проведення додаткової лінії від комплектної трансформаторної підстанції до споживача, що виконати достатньо складно і дорого.
Система TT, у якій нейтраль на підстанції, як і в розглянутих вище системах, приєднується до заземлювального електроду за допомогою провідника з нехтовно малим імпедансом (глухозаземлена нейтраль), відкриті струмовідні частини (англ. exposed conductive) заземлені шляхом приєднання до окремого заземлювального електроду, зв'язаного з заземлювальним електродом на підстанції лише крізь землю. У чинних в Україні ПУЕ (НПАОП 40.1-1.312-01), ця система не входить до переліку систем, рекомендованих до застосування. В деяких інших країнах, зокрема в Російській Федерації, застосування системи ТТ допускається, але лише тоді, коли умова щодо захисту від непрямих дотиків в системах TN не може бути забезпечена. Система ТТ передбачає обов'язкове застосування RCCB (англ. residual current operated circuit-breaker — пристрої захисного вимкнення), що забезпечують захист як від необережних прямих, так і від непрямих дотиків до струмовідних частин.

### Ізольована нейтраль
Система IT — це коли нейтраль джерела живлення ізольована від землі або заземлена крізь прилади або пристрої, що мають великий опір, а відкриті провідні частини заземлені з використанням заземлювальних пристроїв. Така система також відома як електроустаткування з ізольованою нейтраллю.
У ПУЕ розглядаються наступні види ізольованої нейтралі із заземленням крізь апарати або пристрої з великим опором:
- компенсована нейтраль — нейтраль генератора або трансформатора, приєднана до заземлювального пристрою крізь дугогасні реактори для компенсації ємнісного струму в мережі під час однофазних замикань на землю;
- заземлена крізь резистор нейтраль — нейтраль генератора або трансформатора в мережі з ізольованою або компенсованою нейтраллю, приєднана до заземлювального пристрою крізь резистор, наприклад, для захисту мережі від перенапруг або (і) виконання селективного захисту в разі замикання на землю, що призводить до збільшення струму замикання.

IT -система застосовується у лініях з напругою від 2 кВ до 35 кВ. Такі лінії мають середню протяжність і порівняно невелику кількість точок приєднання споживачів, якими здебільшого є трансформаторні підстанції у житлових районах і потужні технологічні машини підприємств.
У лініях на 50 кВ може застосовуватись як ізольована, так і ефективно-заземлена нейтраль.

### Ефективно заземлена нейтраль
Ефективно заземлена нейтраль — трифазна електрична мережа напругою понад 1 кВ, в якій коефіцієнт замикання на землю — не перевищує 1,4. Застосовується на протяжних лініях з напругою від 110 кВ до 220 кВ (п. 1.2.16 ПУЕ)
Системи з ефективним заземленням нейтралі зменшують затрати з міркувань вартості електричної ізоляції, завдяки тому що в таких мережах під час замикання на землю однієї фази, напруга на двох інших не перевищує 0,8 від міжфазної напруги. Це означає, що ізоляцію розраховують на цю напругу, а не на повну міжфазну напругу, як у випадку ізольованої нейтралі.
Недоліком режиму заземленої нейтралі є те, що замикання фази на землю є коротким замиканням і вимагає негайного вимкнення.